# 宗座梵蒂岡城國委員會
宗座梵蒂岡城國委員會（拉丁語：Pontificia Commissio pro Civitate Vaticana），又稱梵蒂岡城國委員會，是梵蒂岡城國的立法機構。委員會之主席是由教宗任命的樞機，任期為五年。除了立法功能之外，委員會也被教宗授予行政機關的功能，因此委員會主席除了在立法方面的職權以外，也被教宗委託為梵蒂岡城國的政府首腦。現任委員會主席為拉法埃拉·彼得里尼修女。

## 简介
教宗庇护十二世于1939年创立此委员会。委员会提出的法律和条例必须通过国务秘书处提交给教宗，然后才能公布和生效。委员会颁布的法律、条例和指示发表在《经济发展期刊》上。
委员会主席自2021年10月1日以来一直是費爾南多·維爾熱茲·阿爾薩加枢机，除了他的立法角色外，教宗还將梵蒂冈城国的行政权授予他。

## 行政管理
该委员会由梵蒂冈国宗座委员会主席领导。作为罗马教廷的高级成员，主席通常是樞機。他还担任梵蒂冈政府首脑，梵蒂冈国家总督的职位，这是一个不同于前梵蒂冈城总督的头衔。除了他的立法角色，委员会主席被教宗授予权力。梵蒂冈城政府的行政和各个部门，包括梵蒂岡警衛隊、梵蒂冈天文台和梵蒂冈博物馆。管理冈道爾夫堡教宗別墅的教宗别墅部都要向委员会主席汇报。
委员会主席的职能包括管理以下单位：
- 法律办公室
- 人事办公室
- 民事档案处
- 档案
- 会计办公室
- 钱币及集邮局
- 邮局和电报局
- 航运办公室
- 警察局
- 旅游资讯处
- 博物馆和展览厅
- 经济部
- 技术服务部
- 梵蒂冈天文台
- 岡多菲堡
- 考古研究办公室

委员会主席的任期在宗座出缺期间结束，这与聖座的大多数其他部门一样。

## 委員會成員
以下為委員會的7位成員，除主席外所有成員皆為樞機。
- 拉法埃拉·彼得里尼（主席）
- 凱文·J·法雷爾
- 克劳迪奥·古格罗蒂（英语：Claudio Gugerotti）
- 亚瑟·罗奇（英语：Arthur Roche）
- 良納·桑德里
- 俞興植